# Sainte-Marie-de-Gosse
Sainte-Marie-de-Gosse (okzitanisch: Senta Maria de Gòssa) ist eine französische Gemeinde mit 1.228 Einwohnern (Stand: 1. Januar 2022) im Département Landes in der Region Nouvelle-Aquitaine. Sainte-Marie-de-Gosse gehört zum Arrondissement Dax und zum Kanton Pays Tyrossais.

## Geographie
Sainte-Marie-de-Gosse liegt etwa 22 Kilometer südwestlich von Dax am Adour, der die südliche und östliche Gemeindegrenze bildet. Der Ortsteil Horgave liegt genau gegenüber der Mündung der Gaves Réunis in den Adour. Umgeben wird Sainte-Marie-de-Gosse von den Nachbargemeinden Saint-Martin-de-Hinx im Norden und Nordwesten, Saint-Étienne-d’Orthe im Nordosten, Port-de-Lanne im Osten, Sames im Osten und Südosten, Guiche im Süden, Saint-Laurent-de-Gosse im Südwesten sowie Biarrotte im Westen.

## Bevölkerungsentwicklung
| Jahr      | 1962 | 1968 | 1975 | 1982 | 1990 | 1999 | 2006 | 2018 |
| Einwohner | 854  | 821  | 765  | 729  | 815  | 878  | 1016 | 1187 |

## Sehenswürdigkeiten

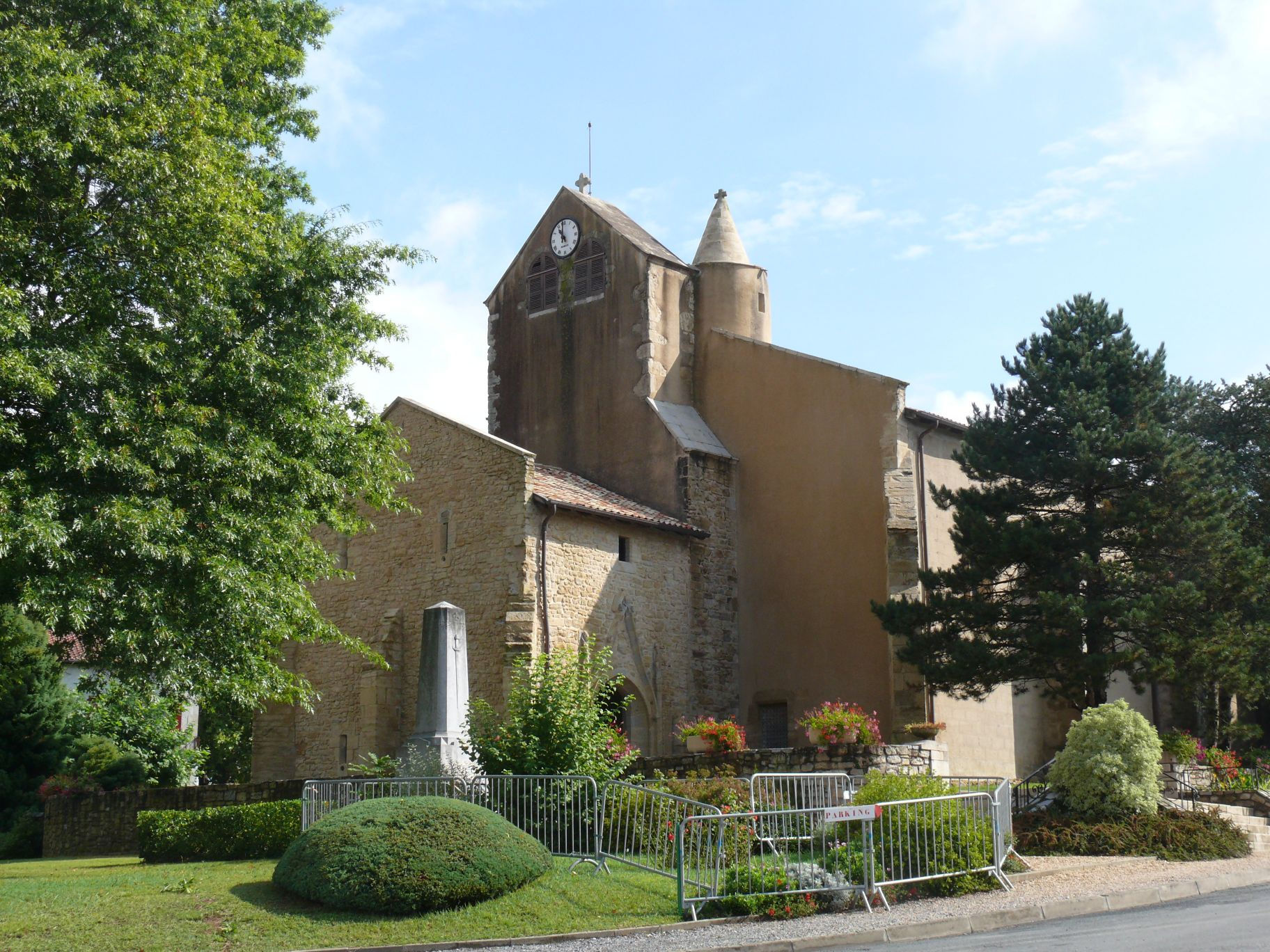
Kirche Notre-Dame

- Kirche Notre-Dame aus dem 12. Jahrhundert, seit 1999 Monument historique
- Schloss Arranguiche
- Schloss Bordus
- Schloss Routger
- Domäne Labégorre
- Mühlen von Gayrosse und Lorta